# Liste der Kulturdenkmale in Schiedel (Kamenz)
In der Liste der Kulturdenkmale in Schiedel sind die Kulturdenkmale des Kamenzer Ortsteils Schiedel verzeichnet, die bis September 2024 vom Landesamt für Denkmalpflege Sachsen erfasst wurden (ohne archäologische Kulturdenkmale). Die Anmerkungen sind zu beachten.

## Schiedel
| Bild           | Bezeichnung | Lage                        | Datierung                                                          | Beschreibung | ID       |
| -------------- | --- | --------------------------- | ------------------------------------------------------------------ | --- | -------- |
| Weitere Bilder | Denkmalschutzgebiet Ortslage Schiedel | (Ortslage Schiedel) (Karte) |                                                                    | Denkmalschutzgebiet Ortslage Schiedel | 09301470 |
|                | Schlosserei (Ländliches Wohnhaus mit zwei Hofeinfahrtspfeilern (Granit) und Einfriedung)                                                        | Teichstraße 1 (Karte)       | Bezeichnet mit 1890                                                | Baugeschichtlich von Bedeutung | 09284051 |
|                | Seitengebäude eines Dreiseithofes | Teichstraße 3 (Karte)       | 2. Hälfte 19. Jahrhundert                                          | Massivbau aus gelben Klinkern, baugeschichtlich von Bedeutung, Handschwengelpumpe 2007 gestrichen | 09284050 |
|                | Seitengebäude und Feldscheune eines Bauernhofes                                                                                                 | Teichstraße 5 (Karte)       | Um 1850                                                            | Feldscheune Holzkonstruktion, mit Steinsockel, Teil der alten Ortsstruktur, baugeschichtlich von Bedeutung, Wohnhaus Tür- und Fenstergewände Betonguss, mit Ritzungen dekoriert, spätere Zutaten, Wohnhaus und Feldscheune Abbruch vor 2007, heute Neubau, Seitengebäude saniert | 09284049 |
|                | Fachwerkschuppen, Scheune und Seitengebäude eines Dreiseithofes sowie Torbogen der Hofeinfahrt mit originalem Holztor und zwei seitlichen Toren | Teichstraße 8 (Karte)       | Um 1850                                                            | Fachwerkschuppen an das Wohnstallhaus angebaut, dieses selbst kein Denkmal, baugeschichtlich von Bedeutung, ortsbildprägend durch die ortstypische Zufahrt mit Torbogen | 09284037 |
|                | Wohnstallhaus, Seitengebäude und Scheune eines Dreiseithofes                                                                                    | Teichstraße 9 (Karte)       | Um 1850                                                            | Baugeschichtlich und ortsbildprägend von Bedeutung, Scheune stark verändert | 09284048 |
|                | Wohnstallhaus, Scheune und Seitengebäude eines Dreiseithofes sowie Torbogen der Hofeinfahrt mit rechtem seitlichen rundbogigen Tor              | Teichstraße 10 (Karte)      | Bezeichnet mit 1885                                                | Linkes Tor der Hofeinfahrt zugemauert, baugeschichtlich von Bedeutung, ortsbildprägend durch die ortstypische Zufahrt mit Torbogen, Seitengebäude (mit Ställen, ohne Garagenanbau) | 09284038 |
|                | Seitengebäude und zwei Scheunen eines Dreiseithofes sowie Torbogen der Hofeinfahrt mit hölzernem Tor und zwei seitlichen kleineren Bögen        | Teichstraße 11 (Karte)      | Um 1850                                                            | Baugeschichtlich von Bedeutung, ortsbildprägend durch die ortstypische Zufahrt mit Torbogen | 09284047 |
|                | Wohnstallhaus, Scheune und Seitengebäude eines Dreiseithofes sowie Torbogen der Hofeinfahrt mit zwei seitlichen rundbogigen Eingängen           | Teichstraße 12 (Karte)      | Bezeichnet mit 1851                                                | Baugeschichtlich von Bedeutung, ortsbildprägend durch die ortstypische Zufahrt mit Torbogen | 09284039 |
|                | Wohnstallhaus eines ehemaligen Dreiseithofes | Teichstraße 13 (Karte)      | Um 1850                                                            | Baugeschichtlich von Bedeutung | 09284046 |
|                | Wohnstallhaus, Scheune und Seitengebäude eines Dreiseithofes sowie Torbogen der Hofeinfahrt mit zwei seitlichen rundbogigen Eingängen           | Teichstraße 14 (Karte)      | Um 1850 (Wohnstallhaus); 1. Hälfte 19. Jahrhundert (Seitengebäude) | Wohnstallhaus ohne hinteren Anbau, Seitengebäude Obergeschoss Fachwerk, baugeschichtlich von Bedeutung, ortsbildprägend durch die ortstypische Zufahrt mit Torbogen, Anbau am Wohnstallhaus kein Denkmal, aber sich anschließender restlicher Mauerzug der Grundstückseinfriedung, in Fortsetzung des östlichen (sehr desolaten) Seitengebäudes ehemals weiteres Stallgebäude, davon nur noch Erdgeschossmauerwerk erhalten, Scheune aufgrund des desolaten Bauzustandes und geringem Authentizitätsgrad als Denkmal gestrichen am 24. Februar 2016 | 09284040 |
|                | Scheune (im Winkel), Seitengebäude und frei stehende Scheune eines Dreiseithofes, mit Torbogen und zwei seitlichen Bogeneingängen;              | Teichstraße 16 (Karte)      | Um 1850                                                            | Baugeschichtlich von Bedeutung, ortsbildprägend durch die ortstypische Zufahrt mit Torbogen | 09284041 |
|                | Wohnstallhaus eines ehemaligen Dreiseithofes sowie Hofeinfahrt mit großem Torbogen und zwei seitlichen Bögen                                    | Teichstraße 17 (Karte)      | Um 1850                                                            | Relikt der traditionellen Bauweise im Ort, baugeschichtlich und dorfbildprägend von Bedeutung, Wohnstallhaus stark verändert | 09284045 |
|                | Wohnstallhaus, Schuppen und zwei Seitengebäude eines Dreiseithofes, mit Hofeinfahrt mit mittlerem und zwei seitlichen kleineren Toren           | Teichstraße 18 (Karte)      | Um 1850                                                            | Schuppen Fachwerk, Toreinfahrt mit geradem oberen Abschluss, baugeschichtlich von Bedeutung, ortsbildprägend durch die ortstypische Zufahrt | 09284042 |
| Weitere Bilder | Schiedeler Mühle | Teichstraße 23 (Karte)      | Um 1820                                                            | Mühlengebäude mit seitlichem Anbau und Scheune; Mühle Putzbau mit klassizistischer Haustür, baugeschichtlich und ortsgeschichtlich von Bedeutung | 09284043 |

## Ehemaliges Denkmal
| Bild | Bezeichnung | Lage                   | Datierung | Beschreibung | ID       |
| ---- | --- | ---------------------- | --------- | --- | -------- |
|      | Wohnstallhaus, Seitengebäude und Scheune eines Dreiseithofes sowie rückwärtige Hofmauer und Hofeinfahrt (ohne Bogen) mit linkem seitlichen Hoftor | Teichstraße 19 (Karte) | Um 1850   | Scheune mit großer Durchfahrt, baugeschichtlich und ortsbildprägend von Bedeutung. Zwischen 2017 und 2024 aus der Denkmalliste gestrichen. | 09284044 |

## Tabellenlegende
- Bild: Bild des Kulturdenkmals, ggf. zusätzlich mit einem Link zu weiteren Fotos des Kulturdenkmals im Medienarchiv Wikimedia Commons. Wenn man auf das Kamerasymbol klickt, können Fotos zu Kulturdenkmalen aus dieser Liste hochgeladen werden:
- Bezeichnung: Denkmalgeschützte Objekte und ggf. Bauwerksname des Kulturdenkmals
- Lage: Straßenname und Hausnummer oder Flurstücknummer des Kulturdenkmals. Die Grundsortierung der Liste erfolgt nach dieser Adresse. Der Link (Karte) führt zu verschiedenen Kartendiensten mit der Position des Kulturdenkmals. Fehlt dieser Link, wurden die Koordinaten noch nicht eingetragen. Sind diese bekannt, können sie über ein Tool mit einer Kartenansicht einfach nachgetragen werden. In dieser Kartenansicht sind Kulturdenkmale ohne Koordinaten mit einem roten bzw. orangen Marker dargestellt und können durch Verschieben auf die richtige Position in der Karte mit Koordinaten versehen werden. Kulturdenkmale ohne Bild sind an einem blauen bzw. roten Marker erkennbar.
- Datierung: Baubeginn, Fertigstellung, Datum der Erstnennung oder grobe zeitliche Einordnung entsprechend des Eintrags in der sächsischen Denkmaldatenbank
- Beschreibung: Kurzcharakteristik des Kulturdenkmals entsprechend des Eintrags in der sächsischen Denkmaldatenbank, ggf. ergänzt durch die dort nur selten veröffentlichten Erfassungstexte oder zusätzliche Informationen
- ID: Vom Landesamt für Denkmalpflege Sachsen vergebene, das Kulturdenkmal eindeutig identifizierende Objekt-Nummer. Der Link führt zum PDF-Denkmaldokument des Landesamtes für Denkmalpflege Sachsen. Bei ehemaligen Kulturdenkmalen können die Objektnummern unbekannt sein und deshalb fehlen bzw. die Links von aus der Datenbank entfernten Objektnummern ins Leere führen. Ein ggf. vorhandenes Icon  führt zu den Angaben des Kulturdenkmals bei Wikidata.